# Primer grado (educación)

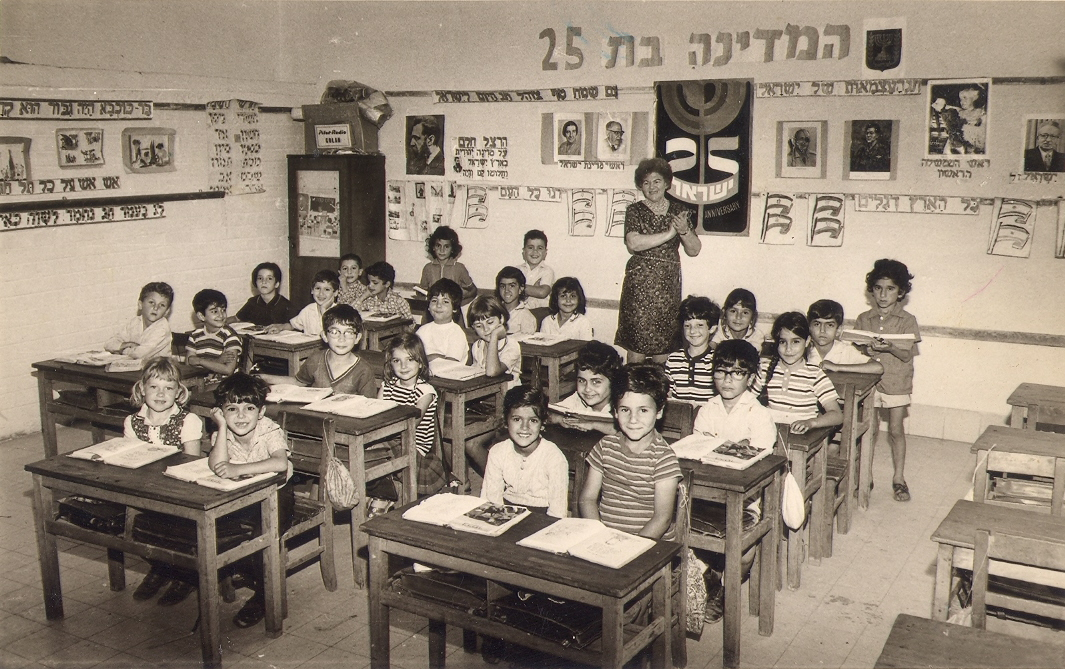
Un aula de primer grado en la escuela Vitkin de Tel Aviv en el Día de la Independencia de Israel #25

Primer Grado o Primer Curso es un año de educación primaria en las escuelas de Argentina, en Estados Unidos, en algunas provincias de habla inglesa en Canadá y en muchos países del mundo. En Chile se le conoce como primero básico. Es el primer año escolar después de kindergarten o jardín de infantes. Generalmente los alumnos tienen entre 6 o 7 años de edad en este primer grado, son llamados comúnmente "niños de primer grado".

## Descripción
En matemáticas los alumnos aprenden a conocer los números del 1 al 10 y a sumar y a restar con ellos. Gráficos de geometría (círculo, cuadrado, rectángulo, triángulo), el tiempo del reloj (hora) y el calendario (día, semana, mes y año).
En el lenguaje de primer grado se les enseña lo básico de la lectura, incorporando palabras simples del cotidiano vivir en cada uno de ellos, en la escritura se repiten estos conceptos básicos y se comienzan a aprender algunas letras para armar las palabras de la lectura y de la escritura (de2, 3 o 4 letras), a partir de lo que los alumnos han aprendido en el jardín u otras formas de preescolar.
El primer grado es un nivel de educación obligatorio en muchos países, el nivel de alfabetización de los alumnos puede variar mucho.
En varios países los alumnos de primer grado son introducidos en el concepto de las ciencias sociales, haciéndose énfasis en el establecimiento de las ideas de la historia del país y en nociones de educación cívica.
En algunos estados requieren un enfoque de estudios sociales en relación con la familia, dejando otros temas de la comunidad, estado y estudios de la nación para los grados superiores.
En primer grado se enseña geografía básica, centrando la educación de este tema en la localidad en donde viven, además se dan enfoques de provincia y de país en forma simple.
La ciencia de primer grado por lo general incluye a las plantas, animales, materiales de la tierra y el estado de las cosas (líquido, gaseoso y sólido), además nociones sobre el movimiento (la rueda), en esta materia los alumnos son animados a observar el mundo que los rodea y a empezar a hacer preguntas sobre las cosas que les llama la atención, para lograr mayor participación y comentarios colectivos.
En cultura general se les habla del aseo personal y de las comidas.